# The Supremes' diskografi
Denne artikel indeholder en komplet diskografi for den amerikanske vokalgruppe The Supremes.

## Album

### Studiealbum
| År                                                                       | Titel                                                   | Bedste hitlisteplacering | Bedste hitlisteplacering | Bedste hitlisteplacering | Bedste hitlisteplacering | Bedste hitlisteplacering |
| År                                                                       | Titel                                                   | US                       | US R&B                   | UK                       |                          |                          |
| The Supremes                                                             | The Supremes                                            | The Supremes             | The Supremes             | The Supremes             | The Supremes             |                          |
| ------------------------------------------------------------------------ | ------------------------------------------------------- | ------------------------ | ------------------------ | ------------------------ | ------------------------ | ------------------------ |
| 1962                                                                     | Meet The Supremes                                       | —                        | —                        | 8                        |                          |                          |
| 1964                                                                     | Where Did Our Love Go                                   | 2                        | 1                        | —                        |                          |                          |
| 1964                                                                     | A Bit of Liverpool                                      | 21                       | 5                        | —                        |                          |                          |
| 1965                                                                     | The Supremes Sing Country, Western and Pop              | 79                       | —                        | —                        |                          |                          |
| 1965                                                                     | We Remember Sam Cooke                                   | 75                       | 5                        | —                        |                          |                          |
| 1965                                                                     | More Hits by The Supremes                               | 6                        | 2                        | —                        |                          |                          |
| 1965                                                                     | Merry Christmas 1                                       | —                        | —                        | —                        |                          |                          |
| 1966                                                                     | I Hear a Symphony                                       | 8                        | 1                        | —                        |                          |                          |
| 1966                                                                     | The Supremes A' Go-Go                                   | 1                        | 1                        | 15                       |                          |                          |
| 1967                                                                     | The Supremes Sing Holland–Dozier–Holland                | 6                        | 1                        | 15                       |                          |                          |
| 1967                                                                     | The Supremes Sing Rodgers & Hart                        | 20                       | 3                        | 25                       |                          |                          |
| Diana Ross & the Supremes                                                |                                                         |                          |                          |                          |                          |                          |
| 1968                                                                     | Reflections                                             | 18                       | 3                        | 30                       |                          |                          |
| 1968                                                                     | Diana Ross & the Supremes Sing and Perform "Funny Girl" | 150                      | —                        | —                        |                          |                          |
| 1968                                                                     | Diana Ross & the Supremes Join The Temptations 2        | 2                        | 1                        | 1                        |                          |                          |
| 1968                                                                     | Love Child                                              | 14                       | 3                        | 8                        |                          |                          |
| 1969                                                                     | Let the Sunshine In                                     | 24                       | 7                        | —                        |                          |                          |
| 1969                                                                     | Together 2                                              | 28                       | 6                        | 28                       |                          |                          |
| 1969                                                                     | Cream of the Crop                                       | 33                       | 3                        | 34                       |                          |                          |
| The Supremes                                                             |                                                         |                          |                          |                          |                          |                          |
| 1970                                                                     | Right On                                                | 25                       | 4                        | —                        |                          |                          |
| 1970                                                                     | The Magnificent 7 3                                     | 113                      | 6                        | —                        |                          |                          |
| 1970                                                                     | New Ways but Love Stays                                 | 68                       | 12                       | —                        |                          |                          |
| 1971                                                                     | The Return of the Magnificent Seven 3                   | 154                      | —                        | —                        |                          |                          |
| 1971                                                                     | Touch                                                   | 85                       | 6                        | 40                       |                          |                          |
| 1971                                                                     | Dynamite 3                                              | 160                      | 21                       | —                        |                          |                          |
| 1972                                                                     | Floy Joy                                                | 54                       | 12                       | —                        |                          |                          |
| 1972                                                                     | The Supremes Produced and Arranged by Jimmy Webb        | 129                      | 27                       | —                        |                          |                          |
| 1975                                                                     | The Supremes                                            | 152                      | 25                       | —                        |                          |                          |
| 1976                                                                     | High Energy                                             | 42                       | 24                       | —                        |                          |                          |
| 1976                                                                     | Mary, Scherrie & Susaye                                 | —                        | —                        | —                        |                          |                          |
| "—" angiver, at albummet ikke kom på hitlisterne eller ikke blev udgivet |                                                         |                          |                          |                          |                          |                          |

- 1 Blev nr. 6 på Billboard magazine's Top Holiday Albums chart.
- 2 Diana Ross & the Supremes med The Temptations.
- 3 The Supremes med the Four Tops.

### Livealbummer
| År                                                                       | Titel                             | Bedste hitlisteplacering | Bedste hitlisteplacering | Bedste hitlisteplacering | Bedste hitlisteplacering | Bedste hitlisteplacering |
| År                                                                       | Titel                             | US                       | US R&B                   | UK                       |                          |                          |
| ------------------------------------------------------------------------ | --------------------------------- | ------------------------ | ------------------------ | ------------------------ | ------------------------ | ------------------------ |
| 1965                                                                     | The Supremes at the Copa          | 11                       | 6                        | —                        |                          |                          |
| 1968                                                                     | Live at London's Talk of the Town | 57                       | 6                        | 6                        |                          |                          |
| 1970                                                                     | Farewell                          | 46                       | 31                       | —                        |                          |                          |
| 1973                                                                     | The Supremes Live! In Japan 1     | —                        | —                        | —                        |                          |                          |
| "—" angiver, at albummet ikke kom på hitlisterne eller ikke blev udgivet |                                   |                          |                          |                          |                          |                          |

- 1 Kun i Japan; udgivet i USA af Motown i 2004.

### Opsamlingsalbums
| år                                                                       | Titel                                                                            | Peak hitliste placering | Peak hitliste placering | Peak hitliste placering | Peak hitliste placering | Peak hitliste placering |
| år                                                                       | Titel                                                                            | US                      | US R&B                  | UK                      |                         |                         |
| ------------------------------------------------------------------------ | -------------------------------------------------------------------------------- | ----------------------- | ----------------------- | ----------------------- | ----------------------- | ----------------------- |
| 1967                                                                     | Greatest Hits                                                                    | 1                       | 1                       | 1                       |                         |                         |
| 1969                                                                     | Greatest Hits Vol. 3                                                             | 31                      | 5                       | 29                      |                         |                         |
| 1974                                                                     | Diana Ross & the Supremes Anthology (1. version)                                 | 66                      | 24                      | —                       |                         |                         |
| 1977                                                                     | 20 Golden Greats 1                                                               | —                       | —                       | 1                       |                         |                         |
| 1978                                                                     | At Their Best                                                                    | —                       | —                       | —                       |                         |                         |
| 1984                                                                     | 20 Greatest Hits – Compact Command Performances                                  | —                       | —                       | —                       |                         |                         |
| 1985                                                                     | Diana Ross & the Supremes: 25th Anniversary Collection                           | 112                     | 61                      | —                       |                         |                         |
| 1986                                                                     | Diana Ross & the Supremes Anthology (2. version)                                 | —                       | —                       | —                       |                         |                         |
| 1987                                                                     | The Never-Before-Released Masters 2                                              | —                       | —                       | —                       |                         |                         |
| 1988                                                                     | Love Supreme 1                                                                   | —                       | —                       | 10                      |                         |                         |
| 1991                                                                     | The Supremes ('70s): Greatest Hits and Rare Classics 1                           | —                       | —                       | —                       |                         |                         |
| 1995                                                                     | The Best of Diana Ross & the Supremes: Anthology (3. version)                    | —                       | —                       | —                       |                         |                         |
| 1997                                                                     | The Ultimate Collection                                                          | —                       | —                       | —                       |                         |                         |
| 1998                                                                     | 40 Golden Motown Greats 1                                                        | —                       | —                       | 35                      |                         |                         |
| 2000                                                                     | The Supremes 3                                                                   | —                       | —                       | —                       |                         |                         |
| 2000                                                                     | 20th Century Masters: The Best of Diana Ross & the Supremes, Vol. 1              | —                       | —                       | —                       |                         |                         |
| 2000                                                                     | 20th Century Masters: The Best of Diana Ross & the Supremes, Vol. 2              | —                       | —                       | —                       |                         |                         |
| 2001                                                                     | Diana Ross & the Supremes Anthology (4. version)                                 | —                       | —                       | —                       |                         |                         |
| 2002                                                                     | The '70s Anthology                                                               | —                       | —                       | —                       |                         |                         |
| 2003                                                                     | Diana Ross & the Supremes: The No. 1's                                           | 72                      | 63                      | 15                      |                         |                         |
| 2004                                                                     | Joined Together: The Complete Studio Duets 4                                     | —                       | —                       | —                       |                         |                         |
| 2004                                                                     | There's a Place for Us 5                                                         | —                       | —                       | —                       |                         |                         |
| 2005                                                                     | The Supremes: Gold 6                                                             | —                       | —                       | —                       |                         |                         |
| 2006                                                                     | This Is the Story: The '70s Albums, Vol. 1 – 1970–1973: The Jean Terrell Years 7 | —                       | —                       | —                       |                         |                         |
| 2007                                                                     | Diana Ross & the Supremes Remixes 8                                              | —                       | —                       | —                       |                         |                         |
| 2008                                                                     | Let the Music Play: Supreme Rarities 9                                           | —                       | —                       | —                       |                         |                         |
| 2008                                                                     | The Definitive Collection                                                        | —                       | —                       | —                       |                         |                         |
| 2009                                                                     | Magnificent: The Complete Studio Duets 10                                        | —                       | —                       | —                       |                         |                         |
| 2010                                                                     | Icon: Diana Ross & the Supremes                                                  | —                       | —                       | —                       |                         |                         |
| 2011                                                                     | Let Yourself Go: The '70s Albums, Vol 2 – 1974–1977: The Final Sessions 11       | —                       | —                       | —                       |                         |                         |
| 2011                                                                     | 50th Anniversary: The Singles Collection 1961–1969                               | —                       | —                       | —                       |                         |                         |
| "—" angiver, at albummet ikke kom på hitlisterne eller ikke blev udgivet |                                                                                  |                         |                         |                         |                         |                         |

- 1 UK-udgivelse
- 2 Et opsamlingsalbum med hidtil u-udgivne sange, herunder en række sange fra de u-udgivne Disney Classics sessions.
- 3 Et firdobbelt box-set.
- 4 En samling af alle optagelse fra Diana Ross & The Supremes & The Temptations optaget i 1960'erne.
- 5 Oprindeligt planlagt til udgivelse i 1965 som et studiealbum.
- 6 En samling af Greatest Hits, Greatest Hits Vol. 3 and At Their Best.
- 7 En samling af Right On, New Ways but Love Stays, Floy Joy, Produced and Arranged by Jimmy Webb og ikke-udgivne Promises Kept-sessions, sammen med tre ikke-album tracks.
- 8 Japansk samling af remix med Supremes og solo Diana Ross optagelser.
- 9 En samling af u-udgivne optagelser.
- 10 En samling af alle optagelser med The Supremes & the Four Tops fra 1970'erne.
- 11 En samling af The Supremes, High Energy og Mary Scherrie & Susaye med flere ikke-udgivne og alternative versioner.

### Soundtracks
| År                                                                       | Titel                | Bedste hitlisteplacering | Bedste hitlisteplacering | Bedste hitlisteplacering | Bedste hitlisteplacering | Bedste hitlisteplacering |
| År                                                                       | Titel                | US                       | US R&B                   | UK                       |                          |                          |
| ------------------------------------------------------------------------ | -------------------- | ------------------------ | ------------------------ | ------------------------ | ------------------------ | ------------------------ |
| 1968                                                                     | TCB 1                | 1                        | 1                        | 11                       |                          |                          |
| 1969                                                                     | G.I.T. on Broadway 1 | 38                       | 4                        | —                        |                          |                          |
| "—" angiver, at albummet ikke kom på hitlisterne eller ikke blev udgivet |                      |                          |                          |                          |                          |                          |

- 1 Diana Ross & the Supremes with The Temptations.

## Singler
Alle singler opgivet på Motown Records bortset fra the Primettes' "Tears of Sorrow" b/w "Pretty Baby", udgivet på Lu Pine Records.
| 1960                                                                     | "Tears of Sorrow" Pretty Baby"                                                              | Diane Ross Mary Wilson                                                   | —     | —   | —  | — | —  | —  |
| The Supremes                                                             |                                                                                             |                                                                          |       |     |    |   |    |    |
| 1961                                                                     | "I Want a Guy" "Never Again"                                                                | Diana Ross                                                               | —     | —   | —  | — | —  | —  |
| 1961                                                                     | "Buttered Popcorn" 1 "Who's Lovin' You"                                                     | Florence Ballard Diana Ross                                              | —     | —   | —  | — | —  | —  |
| 1962                                                                     | "Your Heart Belongs to Me" "(He's) Seventeen"                                               | Diana Ross                                                               | 95    | —   | —  | — | —  | —  |
| 1962                                                                     | "Let Me Go the Right Way" "Time Changes Things"                                             | Diana Ross                                                               | 90    | 82  | 26 | — | —  | —  |
| 1963                                                                     | "My Heart Can't Take It No More" "You Bring Back Memories"                                  | Diana Ross                                                               | 129   | —   | —  | — | —  | —  |
| 1963                                                                     | "A Breathtaking Guy" 2 "(The Man with the) Rock and Roll Banjo Band"                        | Diana Ross                                                               | 75    | 75  | —  | — | —  | —  |
| 1963                                                                     | "When the Lovelight Starts Shining Through His Eyes" 3 "Standing at the Crossroads of Love" | Diana Ross                                                               | 23    | 20  | 2  | — | —  | —  |
| 1964                                                                     | "Run, Run, Run" 3, 12 "I'm Giving You Your Freedom"                                         | Diana Ross                                                               | 93    | 86  | 22 | — | —  | —  |
| 1964                                                                     | "Where Did Our Love Go" 3 "He Means the World to Me"                                        | Diana Ross                                                               | 1     | 1   | 1  | — | —  | 3  |
| 1964                                                                     | "Baby Love" 3 "Ask Any Girl"                                                                | Diana Ross                                                               | 1     | 1   | 1  | — | —  | 1  |
| 1964                                                                     | "Come See About Me" 3 "(You're Gone But) Always in My Heart"                                | Diana Ross                                                               | 1     | 1   | 2  | — | —  | 27 |
| 1965                                                                     | "Stop! In the Name of Love" "I'm in Love Again"                                             | Diana Ross                                                               | 1     | 1   | 2  | — | —  | 7  |
| 1965                                                                     | "Back in My Arms Again" Whisper You Love Me Boy"                                            | Diana Ross                                                               | 1     | 1   | 1  | — | —  | 40 |
| 1965                                                                     | "The Only Time I'm Happy" 4 Supremes interview                                              | Diana Ross                                                               | —     | —   | —  | — | —  | —  |
| 1965                                                                     | "Nothing but Heartaches" "He Holds His Own"                                                 | Diana Ross                                                               | 11    | 8   | 6  | — | —  | —  |
| 1965                                                                     | "Things Are Changing" 5 "Things Are Changing"                                               | Diana Ross, Florence Ballard                                             | —     | —   | —  | — | —  | —  |
| 1965                                                                     | "I Hear a Symphony" "Who Could Ever Doubt My Love"                                          | Diana Ross                                                               | 1     | 1   | 2  | — | —  | 39 |
| 1965                                                                     | "Children's Christmas Song" 6, 7 "Twinkle, Twinkle, Little Me"                              | Diana Ross                                                               | —     | —   | —  | — | —  | —  |
| 1965                                                                     | "My World Is Empty Without You" "Everything is Good About You"                              | Diana Ross                                                               | 5     | 5   | 10 | — | —  | —  |
| 1966                                                                     | "Love Is Like an Itching in My Heart" "He's All I Got"                                      | Diana Ross                                                               | 9     | 9   | 7  | — | —  | —  |
| 1966                                                                     | "You Can't Hurry Love" Put Yourself in My Place"                                            | Diana Ross                                                               | 1     | 1   | 1  | — | —  | 3  |
| 1966                                                                     | "You Keep Me Hangin' On" "Remove This Doubt"                                                | Diana Ross                                                               | 1     | 1   | 1  | — | —  | 8  |
| 1967                                                                     | "Love Is Here and Now You're Gone" "There's No Stopping Us Now"                             | Diana Ross                                                               | 1     | 1   | 1  | — | —  | 17 |
| 1967                                                                     | "The Happening" "All I Know About You"                                                      | Diana Ross                                                               | 1     | 1   | 12 | — | —  | 6  |
| Diana Ross & the Supremes                                                |                                                                                             |                                                                          |       |     |    |   |    |    |
| 1967                                                                     | "Reflections" Going Down for the Third Time"                                                | Diana Ross                                                               | 2     | 2   | 4  | — | —  | 5  |
| 1967                                                                     | "In and Out of Love" 7 "I Guess I'll Always Love You"                                       | Diana Ross                                                               | 9     | 10  | 16 | — | —  | 13 |
| 1968                                                                     | "Forever Came Today" 7 "Time Changes Things"                                                | Diana Ross                                                               | 28    | 13  | 17 | — | —  | 28 |
| 1968                                                                     | "Some Things You Never Get Used To" 8 "You've Been So Wonderful to Me"                      | Diana Ross                                                               | 30    | 22  | 43 | — | —  | 34 |
| 1968                                                                     | "Love Child" 7 "Will This Be the Day"                                                       | Diana Ross                                                               | 1     | 1   | 2  | — | —  | 15 |
| 1968                                                                     | "I'm Gonna Make You Love Me" 9 "A Place in the Sun"                                         | Diana Ross, Eddie Kendricks Diana Ross, Paul Williams                    | 2     | 1   | 2  | — | —  | 3  |
| 1969                                                                     | "I'm Livin' in Shame" 7 "I'm So Glad (I Got Somebody Like You Around)"                      | Diana Ross                                                               | 10    | 8   | 8  | — | —  | 14 |
| 1969                                                                     | "I'll Try Something New" 9 "The Way You Do the Things You Do"                               | Diana Ross, Eddie Kendricks, Melvin Franklin Diana Ross, Eddie Kendricks | 25    | 21  | 8  | — | —  | —  |
| 1969                                                                     | "The Composer" 7 "The Beginning of the End"                                                 | Diana Ross                                                               | 27    | 21  | 21 | — | —  | —  |
| 1969                                                                     | "No Matter What Sign You Are" 7 "The Young Folks"                                           | Diana Ross                                                               | 31 69 | 27  | 17 | — | —  | 37 |
| 1969                                                                     | "The Weight" 7 "For Better or Worse"                                                        | Diana Ross, Eddie Kendricks, Paul Williams Diana Ross, Eddie Kendricks   | 46    | 39  | 33 | — | —  | —  |
| 1969                                                                     | "I Second That Emotion" 9, 10 "The Way You Do the Things You Do"                            | Diana Ross, Eddie Kendricks                                              | —     | —   | —  | — | —  | 19 |
| 1969                                                                     | "Someday We'll Be Together" 11 "He's My Sunny Boy"                                          | Diana Ross, Johnny Bristol Diana Ross                                    | 1     | 1   | 1  | — | 12 | 13 |
| 1970                                                                     | "Why (Must We Fall in Love)" 9, 10 "Uptight (Everything's Alright)"                         | Diana Ross, Eddie Kendricks Diana Ross, Paul Williams                    | —     | —   | —  | — | —  | 31 |
| The Supremes                                                             |                                                                                             |                                                                          |       |     |    |   |    |    |
| 1970                                                                     | "Up the Ladder to the Roof" "Bill, When Are You Coming Back"                                | Jean Terrell                                                             | 10    | 9   | 5  | — | 28 | 6  |
| 1970                                                                     | "Everybody's Got the Right to Love" "But I Love You More"                                   | Jean Terrell                                                             | 21    | 14  | 11 | — | 29 | —  |
| 1970                                                                     | "Stoned Love" "Shine on Me"                                                                 | Jean Terrell                                                             | 7     | 5   | 1  | — | 24 | 3  |
| 1970                                                                     | "River Deep – Mountain High" 12 "Together We Can Make Such Sweet Music"                     | Jean Terrell, Levi Stubbs Jean Terrell                                   | 14    | 15  | 7  | — | —  | 11 |
| 1971                                                                     | "Nathan Jones" "Happy (Is a Bumpy Road)"                                                    | Jean Terrell, Mary Wilson, Cindy Birdsong Jean Terrell                   | 16    | 10  | 8  | — | 29 | 5  |
| 1971                                                                     | "You Gotta Have Love in Your Heart" 12 "I'm Glad About It"                                  | Jean Terrell, Levi Stubbs                                                | 55    | 51  | 41 | — | —  | 25 |
| 1971                                                                     | "Touch" "It's So Hard for Me to Say Good-bye"                                               | Jean Terrell, Mary Wilson, Cindy Birdsong Jean Terrell                   | 71    | 53  | —  | — | —  | —  |
| 1971                                                                     | "Floy Joy" "This Is the Story"                                                              | Jean Terrell, Mary Wilson Jean Terrell                                   | 16    | 16  | 5  | — | 33 | 9  |
| 1972                                                                     | "Automatically Sunshine" "Precious Little Things"                                           | Jean Terrell, Mary Wilson Jean Terrell                                   | 37    | 37  | 21 | — | 17 | 10 |
| 1972                                                                     | "Without the One You Love" 10, 12 "Let's Make Love Now"                                     | Jean Terrell, Levi Stubbs                                                | —     | —   | —  | — | —  | —  |
| 1972                                                                     | "Your Wonderful, Sweet Sweet Love" "The Wisdom of Time"                                     | Jean Terrell                                                             | 59    | 70  | 22 | — | —  | —  |
| 1972                                                                     | "I Guess I'll Miss the Man" "Over and Over"                                                 | Jean Terrell                                                             | 85    | 100 | —  | — | 17 | —  |
| 1972                                                                     | "Reach Out and Touch (Somebody's Hand)" 10, 12 "Where Would I Be Without You Baby"          | Jean Terrell, Levi Stubbs                                                | —     | —   | —  | — | —  | —  |
| 1973                                                                     | "Bad Weather" "Oh Be My Love"                                                               | Jean Terrell                                                             | 87    | 92  | 74 | — | —  | 37 |
| 1973                                                                     | "Tossin' and Turnin'" 10 "Oh Be My Love"                                                    | Jean Terrell                                                             | —     | —   | —  | — | —  | —  |
| 1974                                                                     | "Baby Love" 13 "Ask Any Girl"                                                               | Diana Ross                                                               | —     | —   | —  | — | —  | 12 |
| 1974                                                                     | "Where Did Our Love Go" 13 "Nothing but Heartaches"                                         | Diana Ross                                                               | —     | —   | —  | — | —  | —  |
| 1975                                                                     | "He's My Man" "Give Out, But Don't Give Up"                                                 | Scherrie Payne, Mary Wilson Scherrie Payne                               | —     | —   | 69 | — | —  | —  |
| 1975                                                                     | "Where Do I Go from Here" "Give Out, But Don't Give Up"                                     | Scherrie Payne                                                           | —     | —   | 93 | — | —  | —  |
| 1975                                                                     | "Early Morning Love" 10 "Where Is It I Belong"                                              | Mary Wilson                                                              | —     | —   | —  | — | —  | —  |
| 1976                                                                     | "I'm Gonna Let My Heart Do the Walking" "Early Morning Love"                                | Scherrie Payne Mary Wilson                                               | 40    | 54  | 25 | 3 | —  | —  |
| 1976                                                                     | "High Energy" "High Energy"                                                                 | Susaye Greene                                                            | —     | —   | —  | 9 | —  | —  |
| 1976                                                                     | "You're My Driving Wheel" "You're What's Missing in My Life"                                | Scherrie Payne Scherrie Payne, Mary Wilson                               | 85    | —   | 50 | 5 | —  | —  |
| 1977                                                                     | "Let Yourself Go" "You Are the Heart of Me"                                                 | Scherrie Payne Mary Wilson                                               | —     | —   | 83 | — | —  | —  |
| 1977                                                                     | "Love, I Never Knew You Could Feel So Good" "This Is Why I Believe in You"                  | Scherrie Payne                                                           | —     | —   | —  | — | —  | —  |
| 1989                                                                     | "Stop! In the Name of Love" 13 "Automatically Sunshine"                                     | Diana Ross Jean Terrell, Mary Wilson                                     | —     | —   | —  | — | —  | 62 |
| "—" angiver, at albummet ikke kom på hitlisterne eller ikke blev udgivet |                                                                                             |                                                                          |       |     |    |   |    |    |

- 1 Original master af denne single blev tilbagekaldt kort efter udgivelse og genindspilningen, hvor Ballard som forsanger, blev udsendt i stedet.
- 2 Oprindelig udgivet som "A Breath Taking, First Sight Soul Shaking, One Night Love Making, Next Day Heart Breaking Guy", men hurtigt trukket tilbage og genudgivet med den korte titel.
- 3 Der blev ikke offentliggjort Billboard R&B singles chart fra november 1963 til januar 1965. De fleste discografier indeholder R&B information fra Cash Box magazine for at dække hullet i R&B charts som her.
- 4 Promotion-eksemplar
- 5 Promotion-udgivelse kun til radiobrug produceret af Phil Spector, for The Equal Employment Opportunity Commission.
- 6 Opnåede en 7 plads på Billboard magazine's Top Holiday Songs chart.
- 7 Baggrundsvokal af The Andantes, i stedet for Supremes. På "In and Out of Love" er vokal af bøde The Andantes' og Supremes'.
- 8 Baggrundsvokal af Ashford & Simpson i stedet for The Supremes.
- 9 Diana Ross & The Supremes med The Temptations.
- 10 Single kun udgivet i UK.
- 11 Baggrundsvokal af Maxine og Julia Waters i stedet for The Supremes.
- 12 The Supremes med the Four Tops.
- 13 UK genudgivelse.

## Andre album
The Suprems havde planlagt en række album, der aldrig blev udgivet som oprindeligt planlagt. Disse album er følgende 11 titler:
| År   | Titel                                                           |
| ---- | --------------------------------------------------------------- |
| 1963 | The Supremes Sing Ballads & Blues 1                             |
| 1965 | The Supremes, Live, Live, Live! 2                               |
| 1965 | There's a Place for Us 3                                        |
| 1965 | Around the World with The Supremes 4                            |
| 1965 | A Tribute to the Girls 5                                        |
| 1966 | Pure Gold 6                                                     |
| 1966 | Live at the Roostertail '66 7                                   |
| 1967 | The Supremes and the Motown Sound: From Broadway to Hollywood 8 |
| 1967 | Live at the Roostertail '67 9                                   |
| 1968 | Diana Ross & the Supremes Sing Disney Classics 10               |
| 1971 | Promises Kept 11                                                |

- 1 The Supremes Sing Ballads & Blues, fik udgivelsesnr. (Motown 610) i slutningen af 1963 og fik en planlagt udgivelsesdato. Selvom den ikke blev udgivet blev flere af sangene medtaget på albummet The Supremes Sing Country, Western and Pop i foråret 1965.
- 2 The Supremes, Live, Live, Live!, en liveoptagelse, planlagt til udgivelser som Motown 625 i 1965.
- 3 There's a Place for Us, et album med pop-standarder, udgivet i 2004, 39 år efter optagelserne fandt sted.
- 4 Around the World with The Supremes, et Motown-projekt planlagt for The Supremes med kendte international sange som "C'est si bon," ""Never on Sunday"," "La Bamba," and "Nel Blu Dipinto Di Blu (Volare)." Aldrig udgivet.
- 5 A Tribute to the Girls, et yderligere ikke færdiggjort Motown-projekt.
- 6 Pure Gold, et greatest hits album, der aldrig blev udgivet.
- 7 Live at the Roostertail '66, en liveoptaglse planlagt til udgivelse med outtakes fra The Supremes at the Copa, med aldrig udgivet.
- 8 The Supremes and the Motown Sound: From Broadway to Hollywood, der er ingen formel tracklisting til dette album, men ville være bygget omkring den daværende hitsingle "The Happening".
- 9 Live at the Roostertail '67, en liveoptagelse foretaget i august 1967. Første liveoptagelse med Cindy Birdsong i gruppen.
- 10 Diana Ross & the Supremes Sing Disney Classics, med covers af sange fra film fra Walt Disney Productions, blev optaget fra 1967 og færdiggjort i 1968. Udgivelsen fik dog ikke et katalognummer og blev ikke udgivet. Sange fra det planlagte album (herunder "When You Wish upon a Star", "I've Got No Strings" og "Whistle While You Work"), er udgivet på andre Supremes opsamlingsalbum. "Chim Chim Cher-ee", "A Spoonful of Sugar", og "Zip-a-Dee-Doo-Dah" er fortsat ikke udgivet.
- 11 Promises Kept, en 1971 udgivelser med the "New Supremes" produceret af Clay McMurray, Bobby Taylor, Ashford & Simpson m.fl. Albummet blev aldrig færdiggjort, og gruppen gik i stedet i gang med at indspille Floy Joy  med Smokey Robinson som producer.

## Videografi

### Video albums
| År   | Titel                                                |
| ---- | ---------------------------------------------------- |
| 1964 | T.A.M.I. Show                                        |
| 1968 | Greatest Hits: Live in Amsterdam                     |
| 1969 | Reflections: The Definitive Performances (1964–1969) |
| 1983 | Motown 25: Yesterday, Today, Forever                 |